# Frukwan
Frukwan Sun-Star Allah-Bey (nacido Arnold Hamilton) es un músico estadounidense de hip hop. Es más conocido como The Gatekeeper del grupo de hip hop Gravediggaz y fue miembro del grupo pionero del hip hop Stetsasonic.

## Primeros años
Cuando era joven, su familia se mudó de Harlem a Brooklyn, y él creció en el Brookline Project. Ahí, durante su adolescencia, se asoció con una banda de DJ's llamada Phase 3 Disco. Empezó solamente acarreando cajas de discos y pasando tiempo con ellos mientras viajaban a través del área Tri-state, dando fiestas de barrio y batallas entre DJ's. Eventualmente el comenzó rapeando.
Frukwan asistía a Thomas Jefferson High School donde él fue uno de los tres capitanes para el equipo Big Orange Wave (Gran ola naranja). Él jugaba en las posiciones de right half back inicial, free safety y backup quarterback para el equipo de su escuela secundaria pero entonces fue lesionado en su último año. Con su sueño del football universitario en espera, se concentró en rapear. También asistió a la Mayer School of Fashion Design en Nueva York.[cita requerida]

## Carrera musical
Desde 1981 hasta 1989, Frukwan fue un miembro de Stetsasonic, grupo del qué también formaba parte el futuro colaborador de Gravediggaz, Prince Paul. Frukwan abandonó a Stetsasonic después de su segundo álbum, y tras un par de años más, Stetsasonic se separó.
En 1992 Frukwan resurgió como un miembro de Gravediggaz, asociado con la familia del Wu-Tang Clan, en conjunto con Prince Paul, RZA y Too Poetic. Presentándose como The Gatekeeper, Frukwan fue el letrista más prolífico del grupo. Tras la partida de RZA y Prince Paul de Gravediggaz en 1997, Frukwan fundó Black Lordz Production y Sun-Star Music Group mientras que continuó cantando con Too Poetic. En el 2002 sacaron Nightmare in A-Minor, un álbum producido por los dos integrantes restantes del grupo.
Después de que Too Poetic muriera en el 2001, Frukwan sacó al mercado un álbum en solo en el 2003 titulado Life. Un nuevo álbum en solo estaba programado para salir al mercado en el 2009. Greatness, el segundo álbum en solo de Frukwan, saldría el 21 de julio de 2009. 
No se tuvo más del rapero hasta un par de singles lanzados en el 2016-17, en el 2019 solo apareciendo en un sencillo de Gravediggaz, en el 2020 apareciendo en el álbum Den-Bo-Wu de Taiyamo Denku, hasta el 2021 en donde saca un sencillo promocional para su próximo álbum, "The Last Supper". 
Al 2022, lanza un EP llamado "Never Gonna Come Back, Part. 2" el 9 de Septiembre del mismo año, después de ello, lanzó en el mismo año el álbum "Nightmare en B-Minor", el 31 de Octubre.